# FMA I.Ae. 33 プルキー II
FMA I.Ae. 33 プルキー II
FMA I.Ae. 33 プルキー II（試作2号機）、1950年頃
- 用途：戦闘機
- 設計者：クルト・タンク
- 製造者：FMA（Fábrica Militar de Aviones）
- 運用者：アルゼンチン空軍
- 初飛行：1950年6月27日[1]
- 生産数：5機（静止テスト用1機、飛行テスト用4機）
- 退役：1960年
- 運用状況：試作のみ

FMA I.Ae. 33 プルキー II（FMA IAe 33 Pulqui II、先住民族のマプチェ語でPulqúiは矢の意）は、1940年代の終わりにペロン政権下のアルゼンチンでクルト・タンクが設計し、航空工廠（スペイン語: Fábrica Militar de Aviones：FMA）で製作されたジェット戦闘機である。航空工廠は、完成しなかった第二次世界大戦時のTa 183 フッケバインの設計要素の多くを具現化した I.Ae. 33 プルキー II を アルゼンチン空軍に就役しているグロスター ミーティア F4の後継機とすることを目論んでいた。プルキー II の開発は問題が多く長期化し、4機の試作機のうち2機が致命的な墜落事故を起こして失われた。試作機の中の1機は「自由革命」（スペイン語: Revolución Libertadora）の期間の戦闘で行われたテストで成功を収めたにもかかわらず、開発プロジェクトが直面した政治的、経済的、技術的な困難によりI.Ae. 33は能力を最大限に発揮する段階までは到達できず、最終的にアルゼンチン政府は自国産の戦闘機を量産段階まで開発を継続することよりも米国からF-86 セイバー機を購入することに決めた。

## 背景

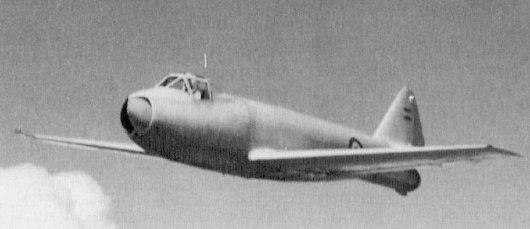
1951年のI.Ae. 27 プルキー I 試作機

1940年代末にアルゼンチンは、ナチス体制崩壊後にヨーロッパから脱出し南アメリカに安住の地を求める著名なドイツ人の航空科学者/技術者を雇い入れる幸運を掴んだ。最初の避難者グループの中に母国で敵対協力者と非難されていたフランス人設計者のエミール・ドボアチンも含まれていた。ドボアチンは、アルゼンチン人技術者のフアン・イグナシオ・サン・マルティン（Juan Ignacio San Martín）、（Enrique Cardeilhac）と（Norberto L. Morchio）らと共に実験的戦闘機のI.Ae. 27 プルキー Iの開発に携わった。プルキー Iはラテンアメリカで設計、製造された最初のジェット機であった。1947年にテスト飛行の結果、期待外れの性能であることが分かりI.Ae. 27 の開発計画はキャンセルされた。Morchioが率いる航空技術研究所（スペイン語: Instituto Aerotécnico）は国産のジェット戦闘機の生産を成功に導くための努力を続け、最初は初期の機体の改良を試みた。プルキー Iにはそれ以上発展の余地がないことが分かると航空技術研究所はより強力な（20.31 kN (4,570 lbf)）ロールス・ロイス ニーン II ターボジェットエンジンを搭載した新しい機体の開発を始めた。1948年初めにI.Ae.27a プルキー IIと呼ばれる縮尺模型を完成させた。この設計は、先細りの形状で33°の後退角を持ち、NACA 16009の層流翼型を使用していた。同じ年の後に主翼を肩翼配置に、尾翼をT字尾翼に変更した改良型が制作された。

### クルト・タンク

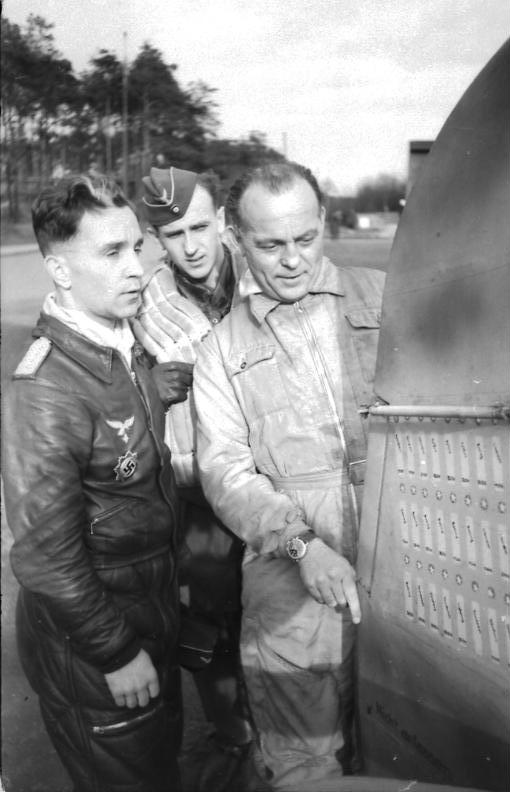
左から：ギュンター・シュペヒト少佐、ゲルハルト・ゾマー大尉とクルト・タンク博士。シュペヒトの乗機Fw 190の撃墜マークを前に。1944年7月

ドボアチンと同じようにフォッケウルフ社の元技術部長のドイツ人設計家クルト・タンクが1947年にアルゼンチンのジェット戦闘機開発のために雇用された。タンクは62名のフォッケウルフ社時代の部下と共に航空事業での新たな活動のためにラテンアメリカに移住したタンクはペドロ・マティエス（Pedro Matthies）という偽名のパスポートでひっそりと入国したが、温かい歓迎を受け身分の詐称を続ける必要はなかった。以前の部下たちと共にタンクは「航空技術研究所」がコルドバのアルゼンチン軍の「航空工廠」へ発展する一助となった。タンク自身はFw 190戦闘機を設計した技術者兼テストパイロットであったが、タンクの設計チームは1945年緊急戦闘機競作で選定された未完の計画機であったフォッケウルフ Ta 183の設計にも携わっていた。フォッケウルフ社の航空技術者/設計家ハンス・ムルトップが設計した小型の後退翼ジェット機のTa 183は戦争終結までに風洞実験段階までにしか至らなかった

## 設計と開発
新しい国産戦闘機開発計画のプロジェクト責任者に任命されるとタンクはTa 183の機体を基礎にニーン II エンジンに合わせて改装し、結果として実質的に新しい設計が元となったTa 183に似ているのは外観だけとなった。ニーンはTa 183に搭載される予定であったハインケル HeS 011よりも大きく重くより大出力であり、ニーンの直径は軸流式圧縮機方式のHeS 011よりも太いため再設計された胴体断面は大きくなっていた。
I.Ae.27aとタンクのTa 183再設計案が類似していたために研究所長のユアン・イグナチオ・サン・マルティンはこの並行する2つの案を「I.Ae. 33 プルキー II」として統合した。タンクが設計した胴体には後にI.Ae.27aの降着装置が取り付けられ、高翼配置で下向きの取り付け角で取り付けられた主翼はTa 183のものよりも強い40°の後退角を持ち、僅かに下半角がつけられていた。Ta 183のエンジン配置と比較してニーンはコックピット直後の重心位置に近いところに置かれ、エンジン整備や修理を容易にするために胴体後部は取り外し式になっていた。尾翼は美しい50°の後退角を持つT字尾翼で、与圧式コックピットは胴体背面と滑らかにつながった涙滴型キャノピーで覆われていた。コックピット周辺には装甲板が配され、防弾ガラスを装備していた。燃料搭載量は、当初は胴体内に1,250 リットル (275 ガロン) と主翼内に800 l (176 Imp. gal.) であった。武装にはエンジン吸気口より幾分後ろの胴体下面に近い側面に各2門を前後にずらして配置した20 mm 機関砲が計画されていた。

### テストと評価

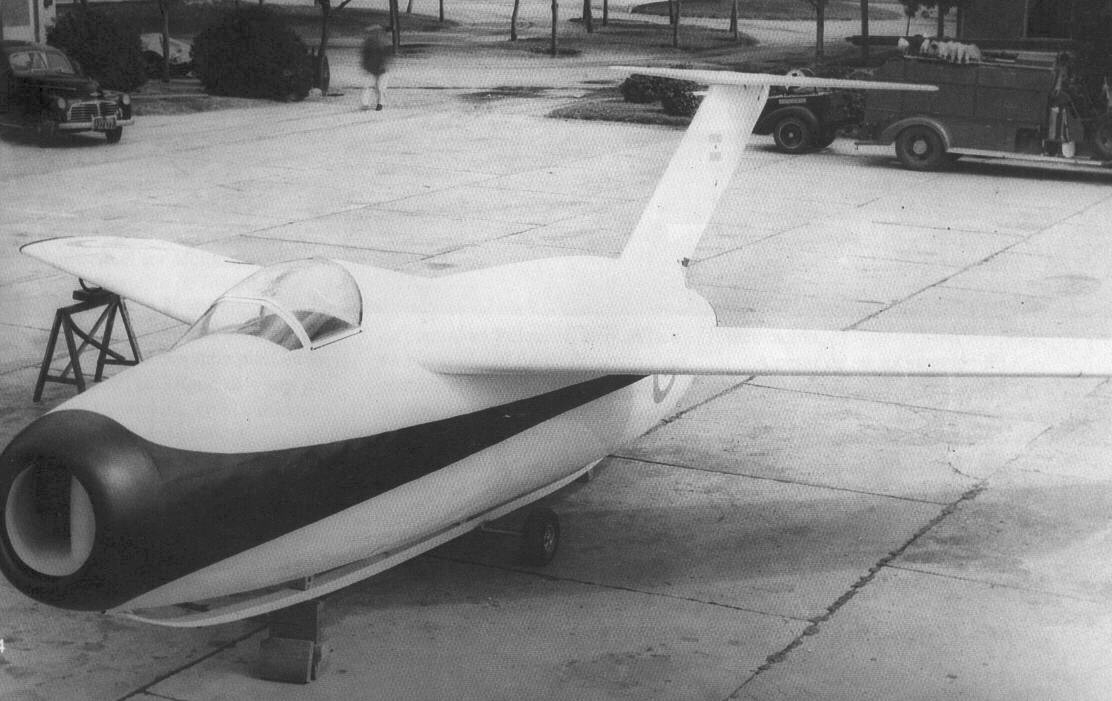
飛行試験用のグライダー

I.Ae. 33の設計の有用性を実証するために2機のグライダーが別の移住者であるライマール・ホルテンとの契約で製造され、1948年から1949年にかけてタンク自身の操縦によるものを含めて空力特性のテスト飛行が行われた。これらのテストにより横方向の安定性に顕著な問題があることが分かり、2機の試作機の製造が始まる前にこの問題の解決のために尾部に改修が施された。近代的な機械設備の不足により全ての金属部品加工の多くは手作業に頼っており、試作機は手工業的な過程の末の産物であった。ペロン大統領の構想ではアルゼンチンに航空産業を立ち上げる恩恵は、先進諸国の製造設備と比肩する製造基準を導入することになるというものであった。しかし、タンクはこの段階で製造設備や治具が適切なものではないことに気付き、基本的には手作業による加工に頼ることにした。最初の機体（No. 01）は静止テストに供され、後にテスト中に破壊された。

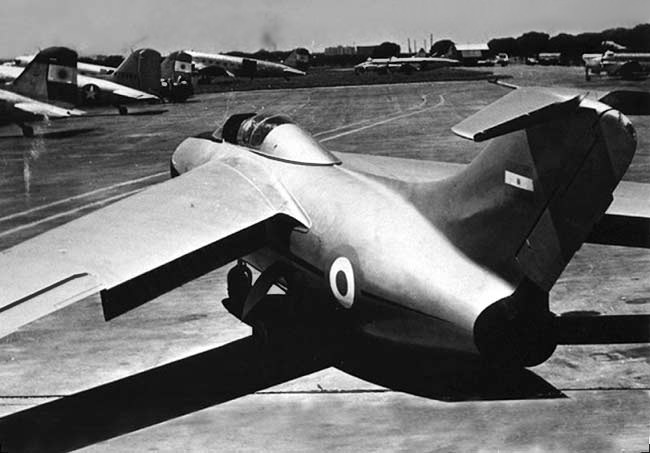
プルキー II（試作2号機）1951年頃

1950年に製造された最初の「飛行可能」なI.Ae. 33の試作機（No. 02）は、エドムンド・ワイス（Edmundo Weiss）大尉の操縦で同年6月27日に初飛行を行った。2回目の飛行で元フォッケウルフ社のテストパイロットのオットー・ベーレンス（Otto Behrens）が700 km/h (435 mph)で飛行しているときに激しい横方向の安定性の問題に遭遇し、用心のために飛行場へ帰投した。非常に高速の着陸によりかなりの力で跳ね上がったことにより右側の主脚のストラットが破損した。機体の修理中に「くせのある」着陸特性を是正するために前脚ストラットの延長されたことにより機体の地上姿勢が変更される一方でショックアブソーバーがより大きな「入力」に対応できるように調節された。御し易いとはいえなかったが、この改良によりI.Ae. 33の離陸、着陸と低速での特性は改善された。より深刻な空力的な問題は根深い翼端失速（主翼付け根より前に翼端が失速することで予期せぬ「回転運動」が発生する）で、主翼付け根付近の前縁に変更が加えられた。一方で尽きることの無い横方向の安定性の問題を解決するために方向舵に改良が施された。これらに加えてキャノピーは2本の外枠により強化され、エンジン排気口の上部には小さな覆いが取り付けられた。

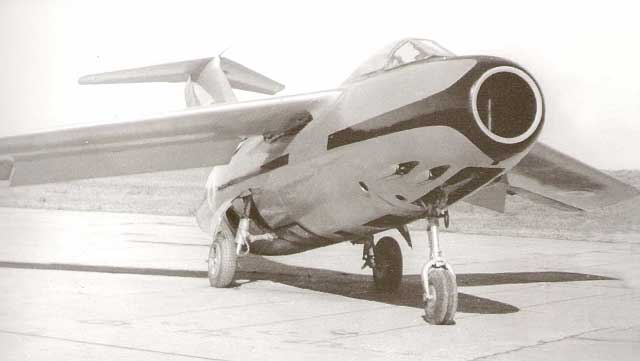
プルキー II（試作2m号機）延長された首脚オレオ　1951年頃

テストパイロットの素養を持つタンクは、機体の失速特性の解明のためにテストを引き継いだが、テストに必要な機体に改修を施して「プルキー II N. 02(m)」とするには数カ月を要し、3回目のテスト飛行は10月23日まで実施できなかった。続いて行われた高高度飛行テストの最中に2度連続してI.Ae. 33は不意に失速状態に陥ったが、タンクは回復するのに十分な高度9,000 m を飛行していた。機首にバラストを追加することでこの問題は解決した。1951年2月8日にブエノスアイレスの「ホルヘ・ニューベリー空港」でタンクはペロンの前でI.Ae. 33の公開飛行を行った。観衆には、政府高官、議会議員や各国大使館の武官で構成される外交団が大勢の観客と共に含まれていた。展示飛行ではI.Ae. 27 プルキー IとI.Ae. 33 プルキー IIが飛行した。
テスト飛行が成功裏に終了するとアルゼンチン空軍はI.Ae. 33の前量産型12機を発注した。1951年に空軍はこの新型機の受け入れに一連のテスト飛行を行うための技術パイロットの部隊を設立した。1951年5月31日に行われたSoto中佐による最初の飛行で1,000キロメートル毎時 (621 mph)付近の速度で激しい振動が発生した。タンクは問題の原因が究明されるまで唯一の試作機の飛行停止を宣言したが、この制限は見過ごされ試作機は飛行を続けた。28回目の飛行の直前にテスト・プログラムに配属されていたVedania Mannuwal大尉は、午前中のテスト飛行では発生しなかったがそれまでの飛行で振動の原因と考えられた機体への負荷をかけないように忠告された。直前のテスト飛行ではVedania大尉のチーム・リーダーは「用心」したが、Vedania大尉は事前の注意事項を無視して午後のコルドバ近郊のテスト飛行でアエロバティック機動を実施した。高いG荷重旋回に続いて主翼が胴体から脱落する構造破壊が発生した。マーチンベーカー Mk.1 射出座席を苦労して作動させ、Vedania大尉は機体が背面状態の時に低空で射出したが、パラシュートは完全には展開せずVedania大尉は死亡した。プルキー IIの欠陥の原因は、主翼と胴体を締結している結合ピンの溶接に関連した加工技術の不手際にあった。近代的な鍛造技術とプレス機器が欠如していたアルゼンチンには
溶接は必要不可欠の製造工程であった。

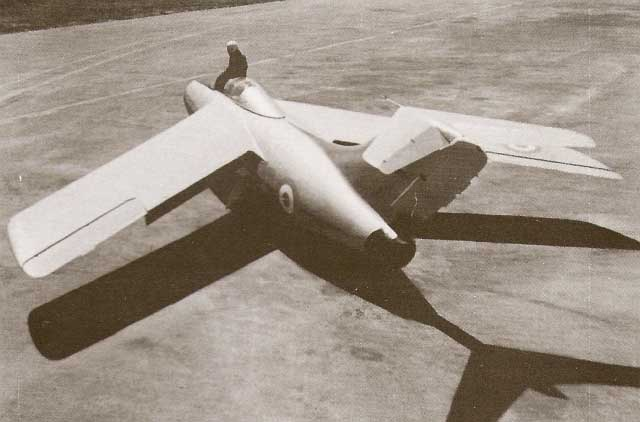
プルキー II（試作3号機）

試作3号機（No. 03）の製作は、この試作2号機の損失の直後に始まった。設計チームは、横方向の安定性の改善のための方向舵の大型化、排気口覆いの拡大、特徴ある機尾側面から回転して突き出るエアーブレーキの追加、キャノピーの更なる強化といったことを含む最初の「飛行可能」な試作機で発見された設計上の不具合に対処する数々の変更から手を付け始めた。機体内部の燃料搭載量を増加したことにより航続距離は2,030 - 3,090キロメートル (1,260 - 1,920 mi)へ延びた。新しいI.Ae. 33の試作機はJorge Doyle大尉の操縦で1952年9月23日に初飛行を行った。この機体は1952年10月11日にペロン大統領の前で展示飛行を行うために準備されていたが、飛行テストは再開された。この展示飛行で操縦することになっていたベーレンスはプルキー IIの飛行範囲の限界領域での飛行特性について制限を課されており、ベーレンスはその飛行特性を「テストパイロットとして経験した中で最悪」と評した。展示飛行の2日前に予行演習を行っていたベーレンスは低空でプルキー IIを失速、墜落させてしまい死亡した。これで試作機は失われた。

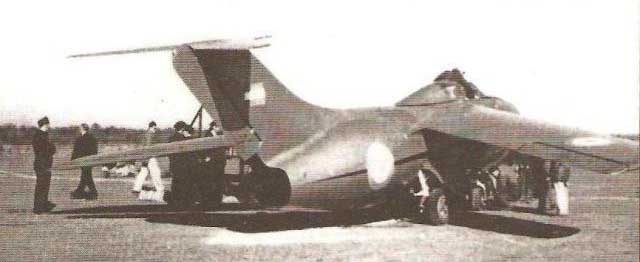
プルキー II（試作4号機）

1953年にタンクは4番目の試作機（No. 04）を製作し、左右の主翼にストール・フェンスを、後部胴体に4条のストレーキを追加して設計上のディープ・ストールの問題を解決しようとした。その他の改良には与圧式コックピット、燃料容量の増加と4門の信頼性の高いイスパノ・スイザ HS.404 20 mm 機関砲を装着した最初の試作機となった。Conan Doyle中尉の操縦で1953年8月20日に初飛行した4番目の試作機は、Gonzalez中尉とBalado中尉により1954年から兵装のテストが始められた。
レーダーを搭載したI.Ae. 33の「全天候」型が計画される一方でアルゼンチン空軍は、改良型のアフターバーナー付のニーン エンジンを搭載して最高速度マッハ 0.98が期待される量産型のプルキー IIを100機購入して迎撃任務に就かせるという予備的な計画を立案した。1951年のオランダや1953年のエジプトといった数か国の購入希望者が一様にI.Ae. 33に興味を示したが、量産化に向けての明確な意思表示の欠如により輸出販売の見込みは妨げられ、結局は両国共に他の入手可能な戦闘機を購入した

## 政治的影響

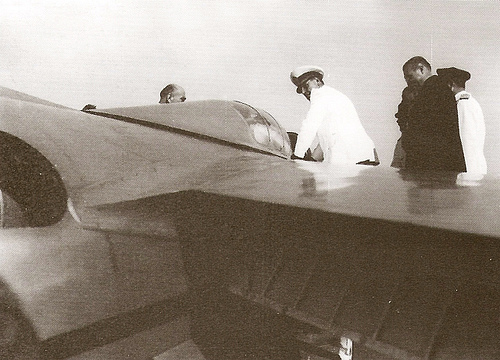
プルキー IIを視察するペロン大統領（中央の白い軍服姿）とクルト・タンク（コックピット反対側）

I.Ae. 33 プルキー IIのプロジェクトはペロン体制の政策と資金に密接に繋がっていた。航空工廠は航空機開発プロジェクトを完遂することに責任を負っていたが、絶え間ない政治的な横槍が航空機開発プロジェクトに遅延と混乱をもたらしていた。その上にタンクのチームはI.Ae. 33だけに専念しているわけではなく、後に「DINFIA」（スペイン語: Dirección Nacional de Fabricación e Investigación Aeronáutica）で量産された多用途機（輸送、訓練と偵察任務）のDINFIA IA 35 ワッケーロの設計も行っていた。最も壊滅的な政治的決断は、全ての製造計画を「あたかも一夜にして」自動車と農業機器の製造へと路線変更したことであり、実質的に航空機部門の閉鎖であった。自動車製造のようなDINFIA内の競合するプロジェクトにプルキー IIのプロジェクトから早々と資金、人員といった資源が流出していった。
1953年の経済危機後のこの重大時期にアルゼンチンの財政は非常に疲弊し、このプロジェクトへの最も深刻な逆風は1955年1月にタンクの契約期間が切れたときに訪れた。タンクは契約更新にそれまでの2倍の報酬を要求したが、ペロン大統領は即座に契約を打ち切ったと云われた。4年間に渡る開発と評価にもかかわらずI.Ae. 33のプロジェクトは未だに生みの苦しみの只中にあり、ペロン体制時代のアイコン的地位に達していたこのプロジェクトを破棄するという最終決断は下されないまでもプロジェクトを取り巻く状況は不明確であった。

## 運用の歴史

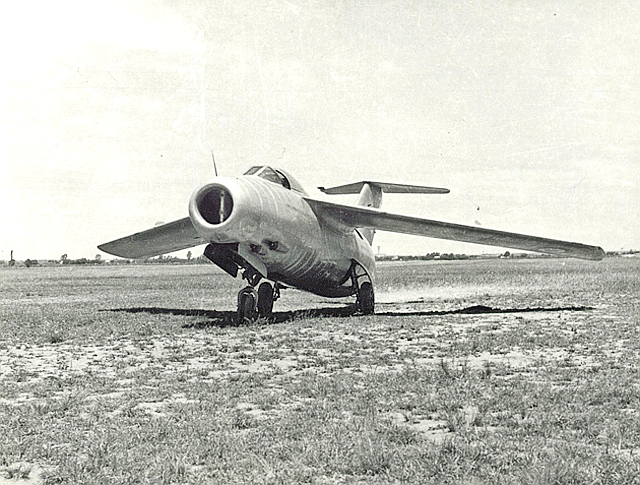
プルキー II（試作4号機）1955年頃

1955年9月に唯一残されたプルキー IIの試作機は、エドゥアルド・ロナルディ将軍に率いられた反ペロンのクーデタである「自由革命」において作戦行動に引っ張り出された。この関与についての正確な詳細は不明だが、ロナルディが指揮する反乱軍が最初の拠点としてコルドバを占拠して「空軍飛行学校」（スペイン語: Córdoba Escuela De Aviacion）に駐留していたミーティア F4戦闘爆撃機と共にI.Ae. 33が武力衝突に参加した。ペロン体制支持者に対する飛行作戦行動後にI.Ae. 33はコルドバで催された反乱軍の勝利を祝うパレードで反乱勢力の上空で示威飛行を行った。
軍事政権が権力を奪取するとI.Ae. 33のプロジェクトは混乱に陥った。新政府は多くの空軍幹部を放追し、同様にタンクのチームの大多数もアルゼンチンを離れざるを得ず、タンクと共にインドに渡りヒンドスタン航空機で働き、後にHF-24 マルート戦闘機の開発に携わった。
1956年に政治的な支援を何とか取り付けた空軍はI.Ae. 33の戦闘能力を示すためにコルドバからブエノスアイレスまでの記録飛行を計画した。プルキー IIは機内搭載燃料のみで800 kmを飛行してブエノスアイレス地区にある空軍の演習場で機銃掃射を行い再びコルドバへ帰還することになっていた。この手の長距離飛行に必要な酸素供給装置だけは修理中のミーティアから徴発されて取り付けられた。Balado中尉は平均速度900 km/hでこの飛行を成功させた（機銃掃射のデモを含め）が、帰路では酸素供給装置が故障した。意識朦朧としたパイロットは何とか機体を高速で緊急着陸させたが、荒い着陸の過大な荷重により降着装置は破壊され、プルキー IIは滑走路終端をオーバーランして機体は修理不可能なほど破損した。

## キャンセル

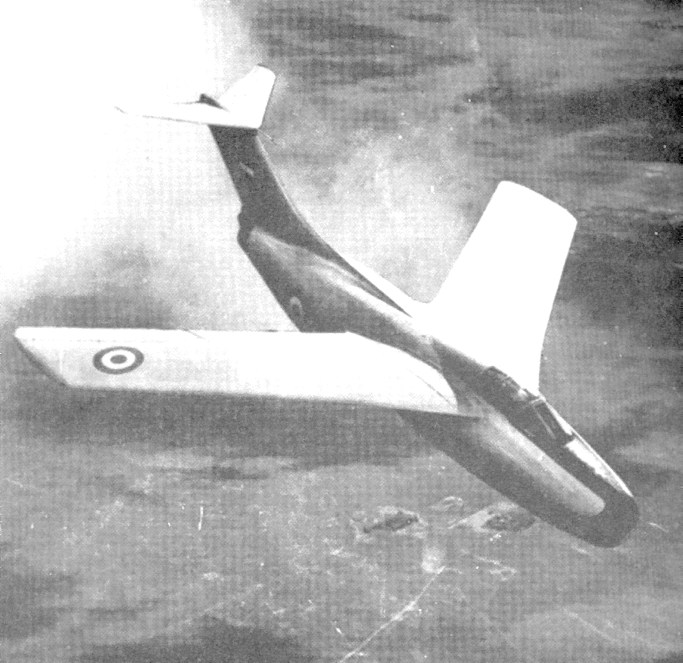
飛行中のプルキー II

Balado中尉の記録飛行の成功後にアルゼンチン空軍は戦闘機の戦力として100機のプルキー IIを購入する決定を見直した。航空工廠は手持ちの補修部品、主翼と胴体部品で比較的早期に10機を製作することはできそうであったが、残りの製造には5年を要すると考えられた。この時点までで1940年代終わりに取得した100機のミーティア F4の損耗が進み、代替計画として当初は36機のカナディアン F-86 Mk 6 セイバーを購入することになっていた。1956年にアルゼンチン中央銀行が必要な外貨を拠出できずにこの案は却下された。
カナディアン セイバーが実現不可能の選択となると航空工廠は真剣にプルキー IIを量産に入れることを考慮した。米国が実績のあるノースアメリカン F-86 セイバー 戦闘機100機の供給を申し出てこれらは直ぐに入手可能であったにもかかわらず、1957年に新しい試作機が発注された。「プルキー IIe」と命名された5機目のプルキー IIの試作機（No. 05）が1959年に製作され（試作4号機との識別点はオリジナルの枠無しのキャノピーを装着していることであった）、Roberto Starc中尉の操縦で1959年9月18日に初飛行を行った後、テスト飛行に入った。プルキー IIの継続評価で設計チームは生来の大仰角時の不安定問題を解決し、翼内燃料タンクを設置して搭載燃料の容量を増加させて航続距離を延長した。しかし、この機体は既に時代遅れと考えられていたことに加え、ペロンとの関連性という政治的な汚名にまとわれていた。その結果アルゼンチン政府は開発の佳境でI.Ae. 33プロジェクトを破棄し、その代わりにMDAAで28機のF-86F-40 を「破格のベース価格」で米国から購入する決定を下した。
亜音速研究用のプラットフォームという新しい役割を担い、僅か12回の飛行を行った後でI.Ae. 33の最後の試作機は退役し倉庫に仕舞い込まれた。プルキー II プロジェクトの幕引きであった。残された工作用治具と未完成の機体は、その後間もなくあっさりと破壊された。

## 遺産

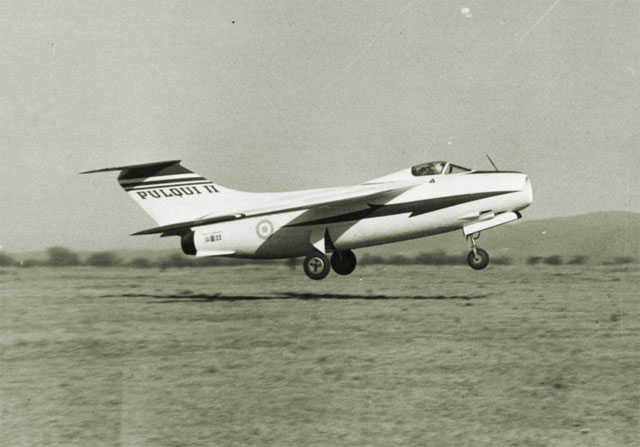

量産段階までは到達しなかったがI.Ae. 33 プルキー IIは、ラテンアメリカで最初に開発/製作された後退翼ジェット戦闘機（プルキー Iと共に）であり、アルゼンチンを独自でこれらの技術を開発した8番目の国家ならしめたことで航空史上で特筆すべき機体と考えられている開始当初からこのプロジェクトを運命づけていたものは、国が崩壊しつつあるときに愛国者熱を利用していた堕落した政治システムの企みであった。プルキー IIのような「軍事力の露骨で強大なシンボル」の構築を中心に据えてアルゼンチンをラテンアメリカの強国に押し上げるというペロンの夢は近年のドキュメンタリー映画でこう描かれている。「プルキーを製造するという破天荒な冒険はその他数多くのドンキホーテ的なプロジェクトを代表している。・・・『発展途上国の手工業』とは先進国の工業製品と典型的な発展途上国の職人技の中間領域である。」
プルキー IIプロジェクトにまで遡る明確な長期的な恩恵はアルゼンチンの航空産業の萌芽を生み出したことであった。これは現在では再編されてロッキード・マーティン アルゼンティナ S.A.となっている。

## 現存機

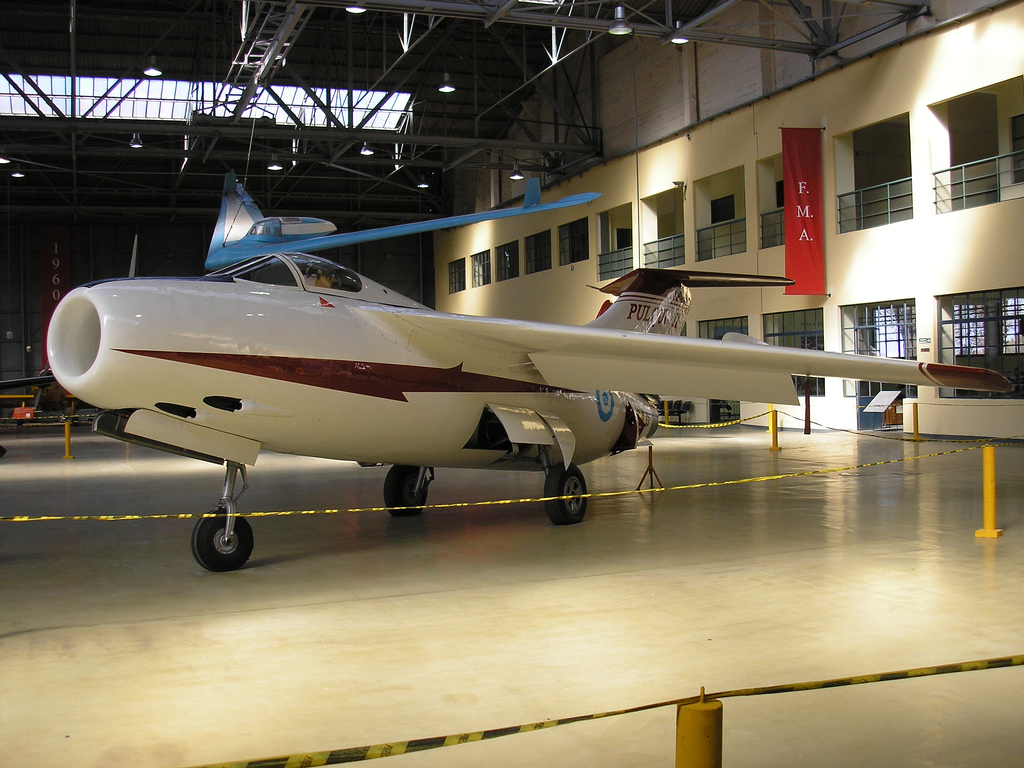
プルキー IIe（試作5号機）、撮影Andrés Martin、2007年

数十年の間ブエノスアイレスの国立航空博物館（スペイン語: Aeroparque, Museo Nacional de Aeronautica）に野外展示されていた後、現在最後の試作機 - プルキー IIプロジェクトの現存する唯一の機体はマロン基地にあるアルゼンチン空軍の博物館（スペイン語: Museo Nacional de Aeronautica）にオリジナルの塗装と標識を施されて所蔵/展示され、I.Ae. 27 プルキー Iと共に「失われた夢」の先駆者の姿を偲ばせている。

## 要目
（試作3、4号機）Pulqui, Pulqui II and IA-37/48."
- 乗員：1名
- 全長：11.68 m (38 ft 4 in)
- 全幅：10.6 m (34 ft 9 in)
- 全高：3.5 m (11 ft 6 in)
- 翼面積：25.10 m² (270 sq ft)
- 空虚重量：3,736 kg (8,236 lb)
- 運用重量：6,875 kg (15,157 lb)
- エンジン：ロールス・ロイス ニーン II ターボジェット、22.69 kN (5,100 lbf)
- 最大速度：1,080 km/h (670 mph; 580 kn)
- 巡航速度：954 km/h (593 mph; 515 kn)
- 巡航高度：15,000 m (49,213 ft)
- 航続距離：3,090 km (1,920 mi; 1,668 nmi)
- 航続時間：2時間50分
- 上昇率：25.5 m/s (5,020 ft/min)

武装
- 機関砲：4 × 20 mm (0.79 in) イスパノ・スイザ HS.404 機関砲